# Federico Aguirre
Federico Arnaldo Aguirre (San Luis, 22 aprile 2002) è un calciatore argentino, attaccante dello Sp. Italiano in prestito dal Boca Juniors.

## Caratteristiche tecniche
Gioca come centravanti.

## Carriera
Aguirre è cresciuto nel settore giovanile del Boca Juniors che lo ha prelevato nel 2020 dalla Juv. Unida (SL). Nel 2022 ha firmato il suo primo contratto professionistico ed è stato assegnato alla squadra B degli Xeneize.
Il 5 gennaio 2024 è stato ceduto in prestito per una stagione al Barracas Central. Ha debuttato il 20 aprile seguente nell'incontro di Copa de la Liga Profesional perso 3-0 contro l'Estudiantes (LP).

## Statistiche

### Presenze e reti nei club
Statistiche aggiornate al 24 luglio 2024.
| Stagione        | Squadra          | Campionato      | Campionato | Campionato | Coppe nazionali | Coppe nazionali | Coppe nazionali | Coppe continentali | Coppe continentali | Coppe continentali | Altre coppe | Altre coppe | Altre coppe | Totale | Totale | Totale |
| Stagione        | Squadra          | Comp            | Pres       | Reti       | Comp            | Pres            | Reti            | Comp               | Pres               | Reti               | Comp        | Pres        | Reti        | Pres   | Reti   |        |
| --------------- | ---------------- | --------------- | ---------- | ---------- | --------------- | --------------- | --------------- | ------------------ | ------------------ | ------------------ | ----------- | ----------- | ----------- | ------ | ------ | ------ |
| 2024            | Barracas Central | PD              | 4          | 0          | CA+CdL          | 0+1             | -0              |                    | -                  | -                  |             | -           | -           | 5      | 0      |        |
| Totale carriera | Totale carriera  | Totale carriera | 4          | 0          |                 | 1               | 0               |                    | -                  | -                  |             | -           | -           | 5      | 0      |        |